# Ásatrú
Ásatrú (pronúncia: aʊsatruː Audio (BR)ⓘ), que em islandês moderno significa "fé" ou "crença nos deuses" é o movimento religioso neopagão germânico moderno que busca resgatar as crenças e religiosidades pré-cristãs dos povos germânicos que habitavam países do norte europeu, em especial a Islândia, onde foram preservados os poemas da Edda em verso, e o manual de poesia islandesa medieval conhecido como Edda em Prosa, nos quais parte da mitologia germânica tardia da Escandinávia e Islândia foi preservada. Tais livros são as principais fontes dos praticantes da Ásatrú na Islândia.
A origem do Ásatrú reside no Romantismo do final do século XIX/começo do século XX que glorificava as sociedades pré-cristãs da Europa Germânica. Grupos "völkisch" (percepção étnica sobre a fé) que veneravam divindades destas sociedades apareceram na Alemanha e na Áustria durante as décadas de 1900/1910, apesar de muitos terem-se dissolvido logo após a derrota da Alemanha na Segunda Guerra Mundial. Nos anos de 1970, novos grupos Ásatrú se estabeleceram na Europa e América do Norte, desenvolvendo-se em organizações formais. Uma divisão central do movimento Heathen/Ásatrú surgiu à volta da questão da raça. Grupos mais antigos adotaram uma atitude racialista (völkisch) ao ver o movimento como uma religião étnica ou racial inerente aos povos germânicos nativos. Eles acreditam que a crença dever ser reservada a pessoas brancas, particularmente de descendência norte-européia, e frequentemente combinam a religião com perspectivas de extrema-direita e supremacistas brancas. Em contrapartida, outra grande parte dos Ásatrú adotam uma perspectiva mais "universalista", sustentando de que a religião é aberta para todos/as, a despeito de origem étnica ou racial.

## História

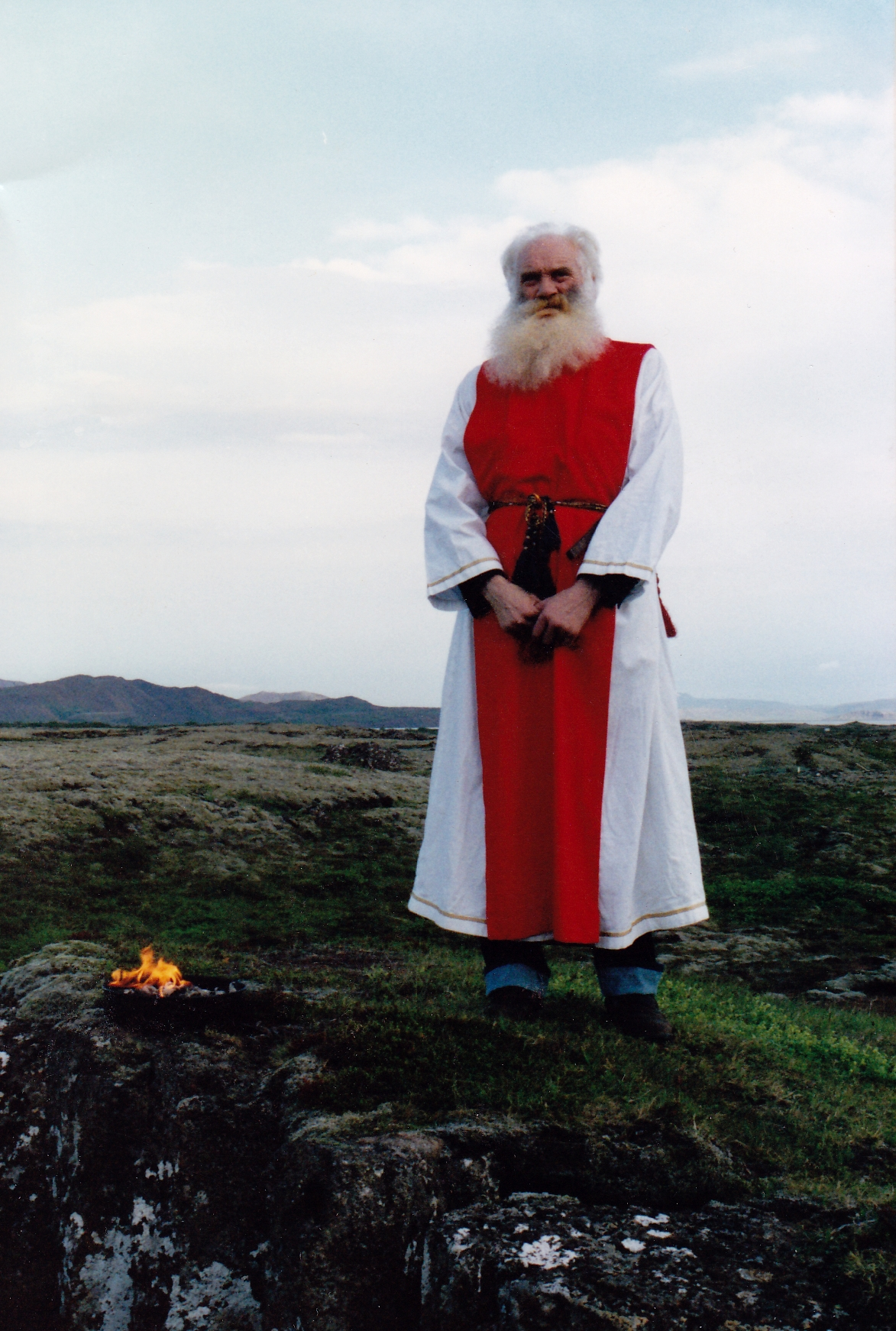
Sveinbjörn Beinteinsson, fundador da Associação Ásatrú islandesa

O movimento cultural e religioso, Ásatrú é um fenômeno recente. O resgate de práticas religiosas de povos germânicos pré-cristãos teve início durante o século XIX, alinhado ao fenômeno dos grupos esotéricos e ordens iniciáticas europeias. Junto do romantismo alemão, no século XIX houve um esforço de vários acadêmicos para preservar mitos e lendas do folclore nativo que começavam a se perder, além da tradução para línguas vernáculas de textos antigos que retratavam aspectos das crenças pré-cristãs entre os povos de origem germânica por toda Europa setentrional. Entre vários que se empenharam nessas tarefas, destacam-se os irmãos Grimm na Alemanha e o inglês Benjamin Thorpe.
Por outro lado, o romantismo também interessou diversos místicos e ocultistas como Guido von List, que, à luz do pseudo-cientificismo, misticismo, racismo e revolta contra o iluminismo francês fazem as primeiras tentativas de reavivamento da religião dos povos germânicos da Alemanha, embora as Eddas e Sagas medievais do norte da Europa tenham desempenhado grande influência.Nesse momento inicial, o misticismo arianista pouco se diferenciava de cultos maçônicos e de fraternidades secretas que os influenciavam diretamente.
Todavia com os movimentos contraculturais e a emergência da Wicca nos anos 60, a busca por espiritualidades alternativas aumentou, bem como o interesse em antigas religiões, e gradativamente grupos ao redor do mundo passam a se dedicar a reviver a antiga religião nórdica, de forma bastante diferente da que aconteceu no fim do século XIX e começo do século XX sob o romantismo.
No início da década de 1970, as organizações pagãs germânicas surgiram no Reino Unido, Estados Unidos, e na Islândia, independentemente uns dos outros. A Associação Ásatrú (Ásatrúarfélag) foi fundada na Islândia por Sveinbjörn Beinteinsson, um fazendeiro, escaldo (poeta) e estudioso islandês, no Primeiro Dia do Verão de 1972, que inicialmente tinha 12 membros, tendo conseguido o reconhecimento como organização religiosa registrada em 1973.  A Ásatrú é uma religião oficialmente reconhecida pelos governos da Islândia (desde 1973), Dinamarca (desde 2003) e Noruega.  Ela foi a primeira organização a usar a expressão "Ásatrú" para o reavivamento religioso das tradições islandesas. Beinteinsson serviu como Allsherjargoði (sumo sacerdote) até sua morte em 1993, quando foi sucedido por Jormundur Ingi Hansen. Como o grupo se expandiu em tamanho, a liderança de Hansen causou cismas, e para manter a unidade do movimento, ele deixou o cargo e foi substituído por Hilmar Orn Hilmarsson em 2003, época em que ele tinha acumulado 777 membros e desempenhou um papel visível na sociedade islandesa.  A partir de meados da década de 1990, a internet ajudou em muito a propagação de neopaganismo germânico.  A mesma década também viu aumentar o envolvimento dos neopagãos com a metodologia reconstructionista.
O governo dos Estados Unidos não endossa ou reconhece oficialmente qualquer grupo religioso; todavia, numerosos grupos Ásatrú têm sido reconhecidos com o status de organização sem fins lucrativos desde os anos 1970.

## Ásatrú dentro do contexto neopagão germânico
É importante notar que há uma gama de vertentes do reconstrucionismo pagão germânico e nórdico como: theodismo, odinismo, Fyrnsidu, Forn Siðr e Forn Sed. Eles podem ter pontos de contato com a Ásatrú, mas ainda assim possuem diferenças metodológicas tanto em relação a como consultar fontes históricas e usar tais informações na prática, até a forma final da religião e seus objetivos e influências externas. [carece de fontes?]

A Ásatrú islandesa, todavia, é muito mais um movimento com uma característica cultural, espiritual e religiosa, prezando muito mais pela ética que pelo racialismo, sendo a organização marcada inclusive pela polêmica do atual sumo-sacerdote (allsherjargoði), Hilmar Örn Hilmarsson da Ásatrúarfélag ter se pronunciado como a seguir: 
Eu já disse que eu não acredito em um homem de um olho só, montando um cavalo de oito patas, e alguns consideram isso blasfêmia. Há sempre pessoas que querem coisas para serem gravadas em pedras. Mas a Edda Poética é fundamentalmente sobre como a vida muda, e como você deve estar preparado para responder às mudanças que ela traz.
Embora o termo Ásatrú originalmente se referisse especificamente aos partidários islandeses da religião, neopagãos germânicos e grupos reconstrucionistas têm se identificado majoritariamente como Ásatrú, particularmente nos Estados Unidos. [carece de fontes?] Neste sentido mais amplo, o termo Ásatrú é usado como um sinônimo de neopaganismo germânico, conjuntamente com os termos odinismo, Forn Sed e Heathenry. [carece de fontes?]
Muitos membros da Ásatrú e do neo-paganismo germânico se intitulam também de reconstrucionistas, muitas vezes recorrendo a estudos e pesquisas acadêmicas sobre a antiga religiosidade dos povos germânicos. Especialmente os atuais praticantes dos países escandinavos, como a Noruega, mantém algum tipo de vínculo com as pesquisas historiográficas sobre religiosidade nórdica da Era Viquingue. [carece de fontes?]
No Brasil, apesar de sem ligação direta com a Ásatrú islandesa, diversos grupos, buscam nela exemplo para desenvolver suas práticas, promovendo mesas redondas via internet, para além de suas atividades na vida real, para auxiliar a compreensão dos leigos no assunto sobre aspectos da religião. [carece de fontes?]

## Vættir
Vættir (em inglês wights) são as criaturas sobrenaturais dentro da tradição germânica. A palavra não possui uma tradição exata em português, podendo significar algo como "ser oculto", "criatura sobrenatural", e, embora seja comumente simplificada como "espírito", os vættir não são exatamente seres imateriais ou espirituais, mas um "povo escondido" (húldufólk, em islandês moderno). Pode-se dizer que mesmo os deuses são poderosos vættir. Mas, dentro da tradição nórdica, muito importantes também são os landvættir (criaturas sobrenaturais da terra). São de diversos tipos, sendo que os mais conhecidos são elfos, anões, trolls, ou mesmo espíritos caseiros, como os tomte que eram, segundo o folclore sueco, responsáveis por cuidar de casas.
Parte importante da visão de mundo de um praticante da Ásatrú consiste em aprender lidar com esses espíritos, mesmo que sem os ver, uma vez que eles, segundo as ideias animistas da religião, influenciam a todo o momento a vida dos seres humanos nos locais onde habitam, causando prejuízos ou benefícios, conforme a importância e oferendas que recebem dos humanos.

### Landvættir
Os landvættir são o grupo mais amplo de vættir, compreendendo todos aqueles que não são considerados nem deuses nem húsvættir. Ou seja, todos os vættir de fora da habitação humana são considerados landvættir, como elfos, anões, trolls, jotnar, etc. [carece de fontes?]

## Divindades

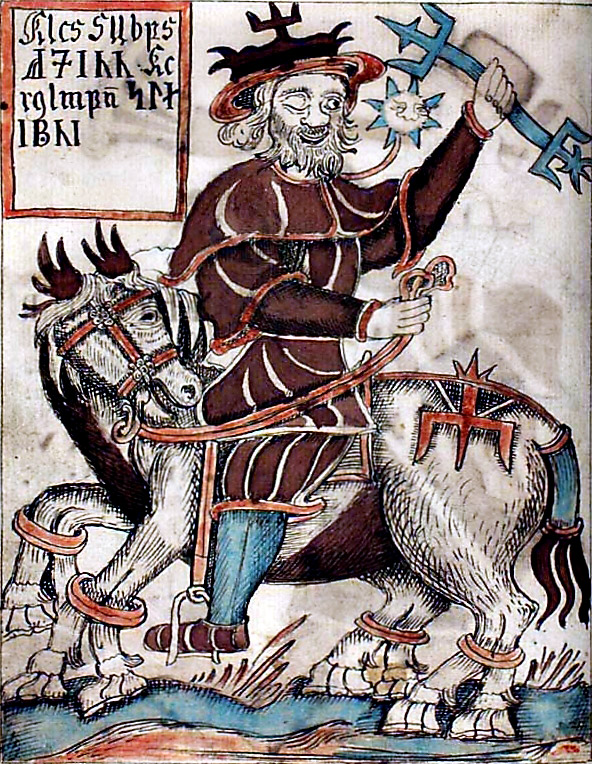
Óðinn, o deus caolho, retratado na Edda em Prosa, de Snorri Sturluson.

A palavra islandesa áss (plural æsir) significa simplesmente "deus" ou "divindade". Aesir e Vanir são, respectivamente, os dois maiores grupos de divindades nórdicas que ainda conhecemos, que a princípio, travaram uma guerra um contra o outro. Embora tal divisão não seja encontrada entre outros povos germânicos no continente ou Inglaterra, o que torna tal divisão ponto de dúvida se teria sido obra do imaginário tardio ou de Snorri Sturluson. É conhecido através da narrativa poética Völuspá ("Profecia da Vidente"), que diz:
"Sua lança havia Óðinn jogado sobre os anfitriões
O primeiro dos combates, foi assim no mundo
foi quebrada em batalha a fortificação de Asgard
lutando com os Vanir no campo de batalha" .
Ao final de tal guerra ambos os clãs de deuses haviam decidido permanecer em paz e trocado reféns entre si. Tal passagem, segundo Mathias Pietsch "lembra um tempo da pré-história nórdica (talvez dois mil anos antes de Cristo) quando dois cultos lutaram pelo domínio na Escandinávia. Um grupo teve a supremacia [...], e os dois cultos se uniram no passado". Tal hipótese, todavia, não é consenso entre todos os praticantes da religião, como a maioria dos elementos de uma religião revivida e não centralizada e não dogmatizada, para boa parte dos que participam dela. [carece de fontes?] Algo importante a se notar é que essas divindades não são facilmente encaixáveis em um panteão, como nas mitologias mediterrâneas onde cada divindade tendo uma função definida. As divindades eram provavelmente cultuadas de forma henoteísta, onde um deus era cultuado em determinada região, diferente do politeísmo clássico de Roma, por exemplo. Apenas eventos maiores que reuniam todo um país ou região era onde se encontravam evidências de mais de uma divindade sendo cultuada. Diferente dos monoteísmos, tal atitude não gerava conflitos religiosos entre os cultuadores de diferentes divindades. Todavia, no neopaganismo moderno a grande maioria dos praticantes da Ásatrú cultuam mais de uma divindade.

### Aesir e Asynjur
O nome desse grupo de divindades significa meramente "deuses". As forma femininas ásynja e ásynjur em nórdico antigo significam simplesmente "deusa" e "deusas", singular e plural feminino, respectivamente. Essas divindades são comumente mais associadas à batalha e aspectos psicológicos, por neopagãos modernos. A lista abaixo compreende algumas das mais notórias e não todas as divindades desse grupo.
| Nome Moderno | Nome Nórdico Antigo | Características                        |
| ------------ | ------------------- | -------------------------------------- |
| Balder       | Balder, Baldur      | Luz, brilho, beleza                    |
| Forsetes     | Forseti             | Justiça                                |
| Frigga       | Frigga, Frigg       | Maternidade, lar, fiação               |
| Heimdall     | Heimdall, Heimdallr | Guarda, Proteção                       |
| Hoder        | Höðr                | Deus cego                              |
| Idunn        | Iðunn               | Juventude                              |
| Odin         | Óðinn               | Sabedoria, morte, poesia, guerra, etc. |
| Sif          | Síf                 | Deusa dos cabelos dourados, riqueza    |
| Thor         | Þórr                | Trovão, chuvas, fertilidade, guerra    |
| Tyr          | Týr                 | Guerra, justiça                        |
| Uller        | Ullr                | Caça, esqui                            |

### Vanir
Esse grupo de divindades é bem mais reduzido, e praticamente só restaram relatos dos Vanir que foram admitidos entre os Aesir.
| Nome moderno | Nome Nórdico Antigo | Características                  |
| ------------ | ------------------- | -------------------------------- |
| Freya        | Freyja              | Fertilidade, amor, riqueza       |
| Frey         | Freyr, Yngvi        | Fertilidade, fríðr, prosperidade |
| Njord        | Njörðr              | Pesca, mares, fertilidade        |

### Outros
Algumas divindades notórias não são contadas nem entre os Aesir nem entre os Vanir:
| Nome moderno | Nome Nórdico Antigo | Características                           |
| ------------ | ------------------- | ----------------------------------------- |
| Hel          | Hel                 | Regente do submundo dos mortos            |
| Loki         | Loki                | Trickster, gigante de fogo entre os Aesir |
| Skadi        | Skaði               | Inverno, gelo                             |

## Wyrdeørlǫg
Wyrd (inglês antigo), e ørlǫg (variantes de grafia ørlög, örlög, orlog, embora as duas últimas não estejam corretas) são duas palavras que no neopaganismo germânico podem ser insuficientemente simplificadas como "destino".
Elas só fazem sentido entendendo que visão de tempo na mentalidade germânica abarcava, segundo o estudioso Vilhelm Grönbech, o passado e o presente como uma única coisa ("aquilo que é") em oposição ao futuro ("aquilo que ainda não é").
Esse conceito deriva da própria explicação mítica de tempo: a deusa nórdica Frigg, esposa de Óðinn, fiava o fio da ørlǫg, através do qual as nornas (Nornir, singular "Norn") Urðr, Skuld e Verðandi teciam a teia da wyrd dos homens. Assim, a ação era livre de maneira relativa, pois era limitada pelo possível no fio da ørlǫg. "Se a urd [wyrd] são os caminhos que podemos escolher [...], a örlög é nosso ponto de partida e o nosso ponto de chegada — duas coisas sendo certas: nosso nascimento, e nossa morte". Desta forma, os praticantes de maneira geral não acreditam em milagres, pois o presente é resultado de nossas ações anteriores, e não da intervenção das divindades. "Portanto, o presente pode ser compreendido como uma resultante entre os dois conceitos – o momento em que as consequências do que já foi realizado se tornam nossa örlög e nos restringe, porém nossos atos atuais se desenrolarão em nossa wyrd". Por outro lado, reforça-se a ideia de que um praticante da Ásatrú deve agir ativamente, quando quer algo diferente, modificando a teia da própria wyrd a partir de suas ações, embora nunca possa fugir dos frutos daquilo que semeou no passado, como diz o ditado muito mencionado "We are the sum of our acts" ("Nós somos os nossos atos", em tradução livre).

### Fríðre honra
Por outro lado, além dos conceitos de wyrd e ørlǫg são muito importantes os de fríðr (paz), sorte e honra. Ainda segundo Grönbech, o conceito de sorte era tomado individualmente pelos antigos povos nórdicos, e fazia com que esses membros do clã tivessem boas colheitas, sorte em caça, batalha etc. Tal fato colaborava com o bem-estar do clã, e era, junto com outros elementos, valorizado por auxiliar a se alcançar a paz, a estabilidade. Esses dois, todavia, eram contrabalançados pelo de honra, que fazia com que muitas contendas fossem iniciadas, para se manter a dignidade pessoal e do clã perante insultos, muitas vezes, velhos e homens incapazes por alguma razão de defender sua honra através das armas, preferiam a morte a viver sem o respeito dado por este sentimento. Tais aspectos, embora não possam ser aplicados de maneira literal na realidade atual, segundo a compreensão de alguns praticantes da Ásatrú, devem, todavia, guiar a interpretação destes sobre a realidade, impedindo que se caia em situações comparáveis à desonra, no passado.

## O Hávamál, o bom senso e o convívio
O Hávamál é o mais longo poema Éddico, com os ditos de Óðinn, tendo o próprio deus caolho como protagonista e autor, sua origem é desconhecida e seu nome traduzido "Palavras do Altíssimo" sendo Hár ("altíssimo") um dos nomes poéticos (kenningar) de Óðinn. O poema narra valores e feitos de grande porte para o paganismo nórdico sendo levados como éticas não dogmatizadas, sendo seguidas por livre vontade. Vários conselhos são dados pelo deus a seus interlocutores, sobre moral, coragem, etc. Além disso, o poema contém sugestões sobre uso de runas e magia, a qual influencia a prática de muitos praticantes da Ásatrú e outras vertentes religiosas e mágicas que se usam destes textos na atualidade.

## Rituais e práticas

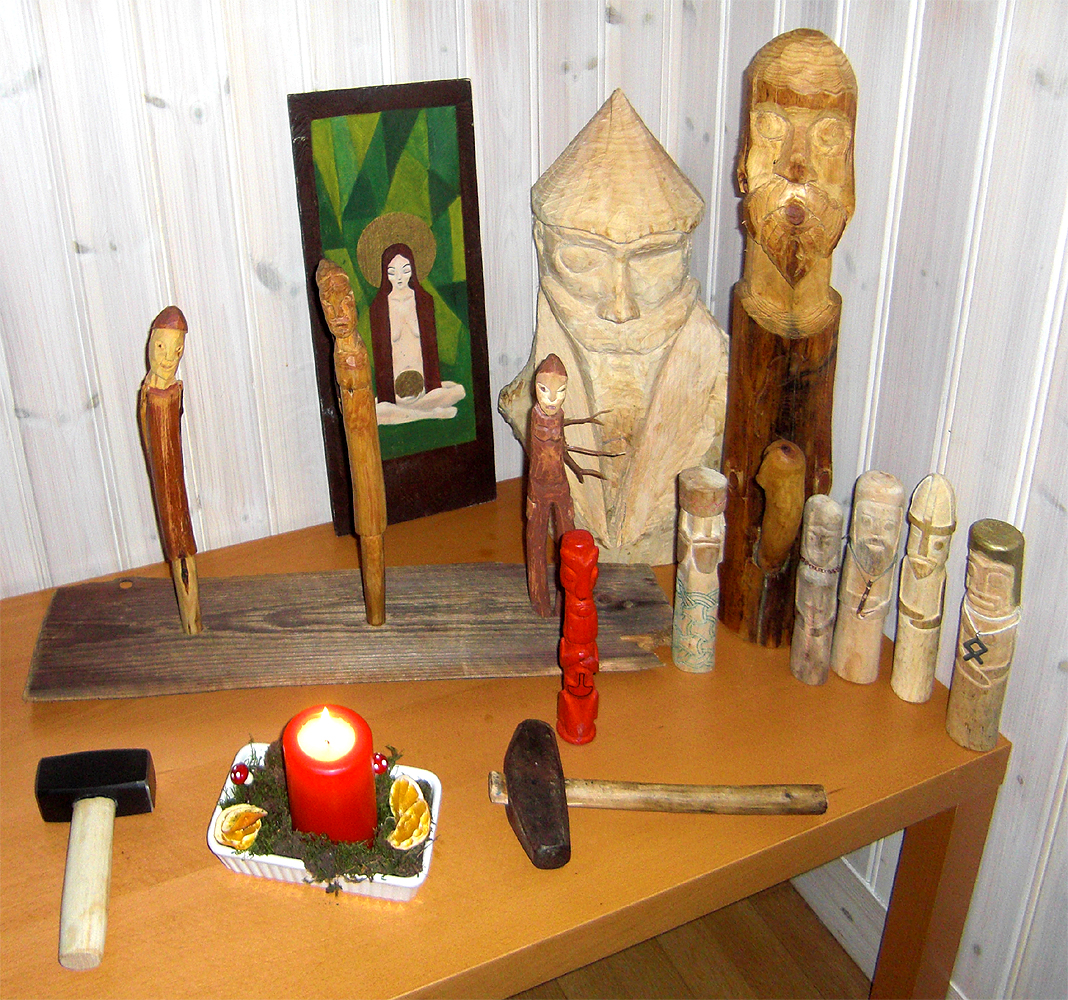

### Blót

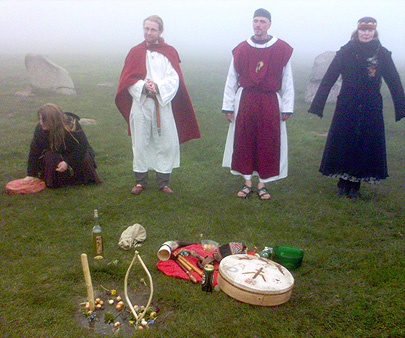
Oferendas deixadas em um blót

O rito religioso mais importante, o blót, constitui em um ritual em que as oferendas são deixadas aos deuses, normalmente ocorre ao ar livre, e geralmente consiste em ofertas de comidas, hidromel e outras bebidas. Esse rito, normalmente começa com a consagração do local, após isso, os deuses são invocados através de poemas ou discursos iniciais, e os pedidos são expressos por sua ajuda sendo feitos por cada um dos participantes. O goði (sacerdote), usa um ramo de uma árvore verde para polvilhar hidromel em ambas as estátuas das divindades, em alguns casos, e os participantes reunidos. Em um blót podem ser recitado poemas, danças, entre outras atividades que são escolhidas pelos membros do grupo, que por final são feitos os discursos finais e são deixadas as oferendas que podem ser jogadas em uma fogueira, deixados em uma tigela ou sobre a terra. São importantes também oferendas aos Landvættir (espíritos da terra). Para cada blót em geral é usada uma data especifica onde um evento da estação, evento astronômico, deus ou seres serão celebrados no dia do rito. [carece de fontes?]
Antigamente o blót, eram realizados com sacrifícios de animais, feitos para agradecer aos deuses e ganhar seus favores. Atualmente grupos de pagãos modernos, podem ou não realizar esse ato, mas não existe nenhum consenso sobre sua validade nos dias atuais ou não. [carece de fontes?]

### Symbel
Symbel (inglês antigo), também escrito sumbl (nórdico antigo), é uma cerimônia de beber em ritual para os deuses. É realizado com um copo normal ou chifre de beber (drinking horn), em que este é cheio com hidromel ou cerveja e passado ao redor do grupo. Uma série de brindes podem ser feitos, geralmente, para os deuses, ancestrais, ou heróis da religião. Os brindes variam por grupo, e alguns grupos fazem uma distinção entre um symbel "regular" e um symbel "alto", que têm diferentes níveis de formalidade, e regras diferentes durante o consumo. Os participantes também podem proclamar seus próprios atos, fazer juramentos ou promessas de ações futuras. Palavras faladas durante o symbel são considerados com cuidado e qualquer juramento feito é considerados sagrados, tornando-se parte do destino daqueles indivíduos, e podendo afetar positiva ou negativamente a sua wyrd  e sorte.

## Percepções de magia
Na religiosidade nórdica, a crença na magia era algo característico, podendo ser divididas em várias funções e termos para diferenciá-las. Os praticantes de magia poderiam ser caracterizados de diversos nomes de acordo com o tipo de magia que praticavam e eram pessoas a margem da sociedade de acordo com a sua especialização. O uso das runas, a prática do Seiðr, entre outros tipos, era algo comumente recorridos naquela época, visto até mesmo como uma profissão, em uma concepção geral podendo se dividir em dois grupos: defensivo (estando incluso a magia profética) e ofensivo. A feitiçaria era praticada tanto em centros urbanos nórdicos como no mundo rural, envolvendo rituais em grupos ou individuais, utilizados para fins domésticos, defensivos, para batalha, amaldiçoar, entre muitos outros objetivos. [carece de fontes?]
Os deuses por muita das vezes regem vættir (espíritos) que são responsáveis por algum tipo de trabalho, tendo como exemplo o deus Freyr que rege os Ljósálfar, que são entidades responsáveis pelo cultivo e fertilidade da terra,e também pela fríðr. A percepção do mundo espiritual nessa visão pode ser interpretada como divindades que são responsáveis por algum trabalho, seja para comunhão familiar ou apelos medicinais. A invocação de divindades para trabalhos mágicos pode ser levado em consideração, quando o vættr invocado é atribuído a aquele tipo de especialidade, tal fato ocorre historicamente na inscrição de Ribe na Dinamarca (725 d.C.), e também na inscrição de Kvineby na Suécia (século XI), em que divindades são invocadas para melhoria da saúde e afastar forças ofensivas. [carece de fontes?]

### Seiðr
Atualmente muitos grupos de praticantes da Ásatrú buscam sobre tais práticas diretamente aos relatos nas Eddas e Sagas, estudos acadêmicos e conceitos de ocultismo que envolvem o mapeamento da alma voltados a magia escandinava. Um exemplo disso é o seiðr, que é descrito normalmente como um tipo de xamanismo praticado estre os escandinavos, com influência de outros povos, como os mencionados Lapões. Uma forma  proeminente do seu uso é de um alto assento chamado seiðhjallr, um instrumento onde o praticante senta para entrar em transe, que seria onde eles recebiam as visões, comunicação e a realização de viagens no mundos dos mortos.  E também existiam algumas "simpatias" conhecidas como trolldom. [carece de fontes?]

### Runas

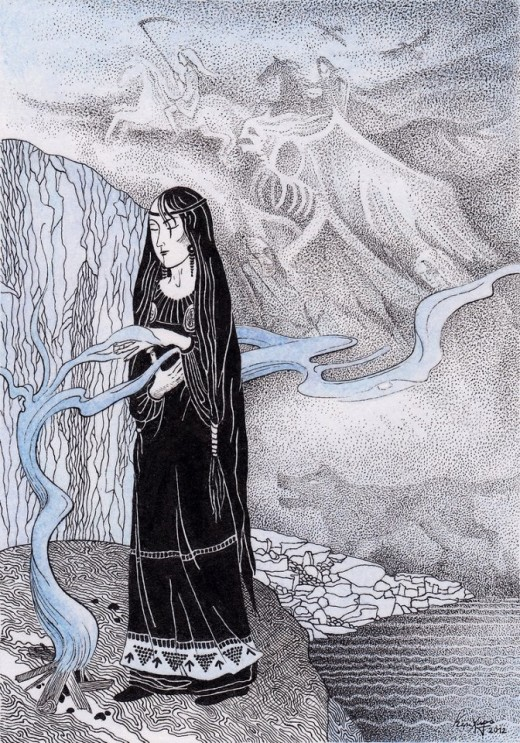
Völva ou Seidrkona, praticante de magia
Desenhada por Valentina-Mustarjarvi

Dentro do Hávamál existem os versos que compõem o Rúnatal, onde é narrado como o deus Óðinn, obteve as runas através do seu autossacrifício. Aos versos se segue os dezoito encantamentos que se encontram do verso 146 ao 163, que muitos praticantes usam em seus estudos das runas para uso mágico e oracular. Também se amplificam para os poemas rúnicos que são o anglo-saxão, islandês e o norueguês. [carece de fontes?]

### Amuletos e símbolos
Como grande parte das religiões, o paganismo nórdico também é repleto de símbolos, sendo usados como amuletos e inscrições, na maioria das vezes. Entre os escandinavos, normalmente eram usados objetos representando algum deus e com objetivos mágicos, em grande parte para proteção, mas também assumindo outras tarefas, como símbolos rúnicos, ligações de runas (bindrunes) e galdrastafir ou simples pingentes.

Exemplos de alguns amuletos e símbolos sagrados:

Valknut, símbolo ligado ao deus Odin, associado com o poder divino.
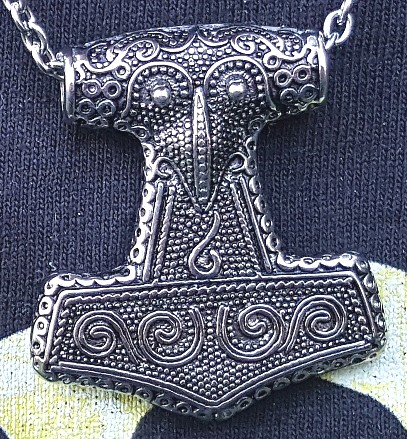
Pingente representando o Mjölnir, o martelo do deus Thor. Tais pingentes são frequentemente usados por pagãos nórdicos. Seu uso é antigo, sendo encontrado em sítios arqueológicos.
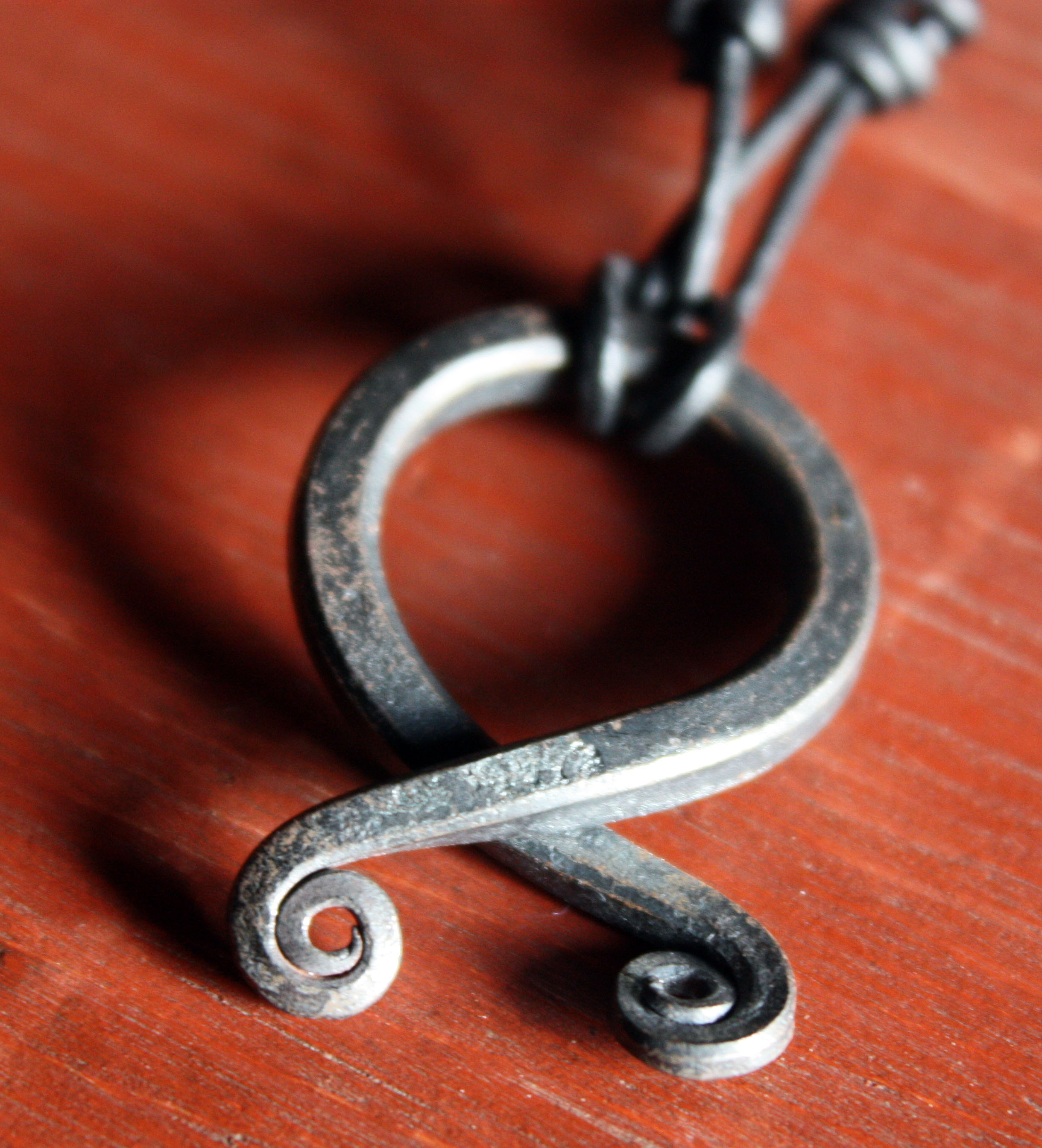
Trollkors, Cruz troll ou Troll Cross, é um pequeno pingente feito de ferro, para proteger e afastar criaturas ofensivas. Seu uso faz parte do folclore Sueco.
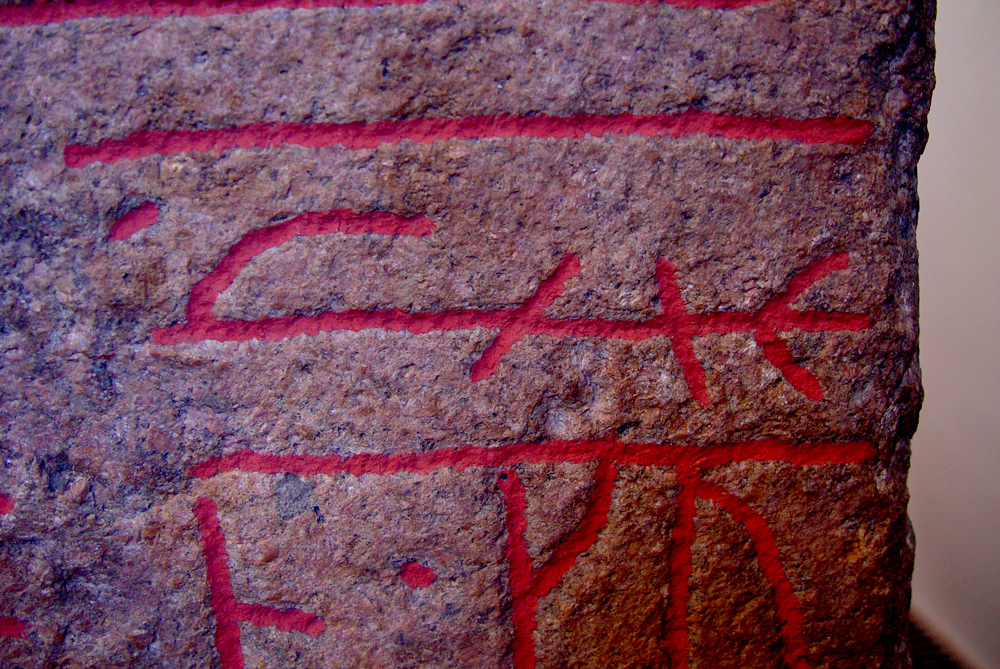
Bindrune (runas amarradas), uma combinação feita com várias runas, usadas para algum objetivo.

## Pós-vida

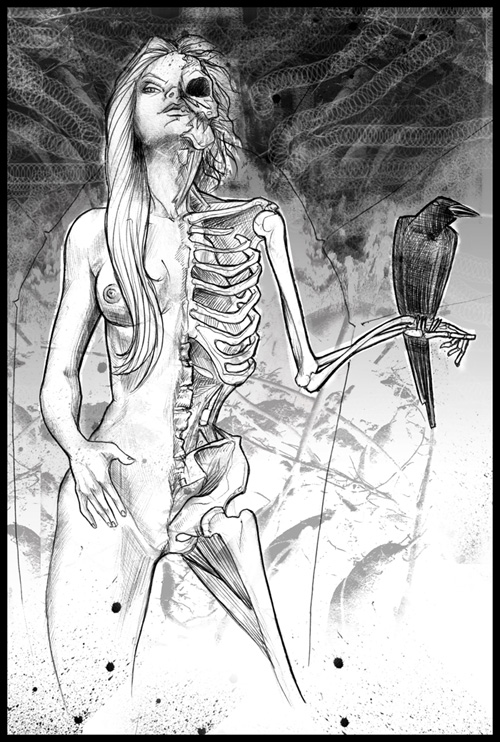
Hela, a deusa dos mortos nórdica, senhora do reino para onde a maioria dos seres humanos iria segundo as crenças pagãs, podendo ser conectados através de rituais de magia seidr ou diretamente através dos túmulos. Na religião antiga, dava-se menor importância ao Valhalla e maior valor aos cultos relacionados à fertilidade e ao contato com os seus antepassados.

Os conceitos de pós-vida no neopaganismo germânico contemporâneo são bastante pessoais e diversificados. Por isso é importante notar que existem vários backgrounds religiosos dos quais os praticantes vieram, e que muitas vezes influenciam suas percepções dentro da Ásatrú.

### Pós-vida nas fontes históricas
É necessário apontar que as ideias de pós-vida variavam de acordo com o povo, momento histórico e região, dos antigos povos germânicos. Além disso, existe um grande debate em torno da cristianização dessas ideias, e bem como a escassez de descrições sobre o assunto, sendo que os registros arqueológicos são de extrema importância para isso. [carece de fontes?]

#### Túmulos e montes
Todavia, é provável que a crença mais comum era que o local de habitação da maioria dos mortos era no seu túmulo, o que, aliás, era muito importante, tendo em vista que os montes nos quais enterravam-se os parentes eram como que um "portal" de acesso a eles. É possível que o próprio Hel como reino do submundo fosse entendido como acessado por mortos e vivos através do túmulo material. [carece de fontes?] O Helgafjel era acreditado ser um monte para onde os que trazem benefícios políticos e sociais para o clã de uma região específica na Islândia iriam. Isso corrobora com outros casos onde mortos honrados habitavam montes onde haviam sido enterrados e recebiam oferendas.

#### Hel
Além disso, haviam os destinos para além de Midgard: o Hel, que não era de forma alguma um local ruim, (regido por Hela), para os que morrem de causas naturais, possivelmente o destino da maioria das pessoas, tanto na época antiga quanto hoje. [carece de fontes?]

#### Náströnd
Os que agem por egoísmo, quebrando a palavra, fazendo atos de traição, assim prejudicando a vida coletiva, iriam para o Náströnd (Náströnð) local afastado em Hel, onde eram mastigados pela serpente Níðhöggr. [carece de fontes?]

#### Salão de Aegir e Rán
O salão de Aegir e Rán, para os mortos afogados e em alto mar. [carece de fontes?]

#### Salões de Asgard
E, por fim, os salões de Asgaard: o Bílskirnir (salão de Þórr,) para os simples trabalhadores que eram a grande maioria sendo os e Thralls (escravos), e a companhia de Gefjon, para as moças que morreram virgens, o Valhöll (Regido por Óðinn) e o Sessrúmnir, em Fólkvangr (Regido por Freyja), ambos para os guerreiros mortos em batalhas, o qual muito se questiona na atualidade senão seria algo mais poético do que religioso, de fato.

#### Álfaredísir
Ainda é de grande importância a teoria apontada por Hilda Ellis Davidson que haviam ancestrais que tornavam-se Álfar, que além de habitantes de Álfheim, também são seres regidos por Frey, ligados ao cultivo e trabalho no campo, bem como à fertilidade da Terra (Jörð).

### Noções de pós-vida nos dias atuais
Graças ao interesse da indústria do entretenimento vários seriados e filmes tem sido feitos sobre os viquingues, e comumente estes servem de porta de entrada para a religião Ásatrú, apesar de muitas vezes não denotarem com tanta fidelidade os períodos históricos que supostamente representam. Graças a isso, a grande maioria dos pagãos atuais acreditam que Valhöll é o único local para onde as almas vão, e crenças em reencarnação, das quais não sobram provas entre povos nórdicos ou mesmo os germânicos como um todo, são bastante comuns graças à influência das outras formas de espiritualidade moderna e movimentos espirituais da Nova Era.Não é incomum a noção de patronato, da qual também é fruto de grande influência de outros caminhos espirituais na Ásatrú. Todavia, muitos pagãos também voltam-se para uma percepção mais histórica da vida após a morte no paganismo nórdico.

## Culto aos ancestrais
Dentro da Ásatrú, alguns praticantes ainda acham importante honrar seus ancestrais, embora isso aconteça de forma mais simples do que aquela que acontece no Tribalismo Heathen. Geralmente acontece com brindes em rituais como blót ou symbel.

## Os Kindreds
Os Kindreds (clãs ou famílias) ou kins, entre praticantes da Ásatrú, são grupos de praticantes do paganismo germânico em geral. Neles os praticantes se reúnem com fortes laços como uma família, sejam para realizar os rituais e práticas dentro da fé tanto para fins meramente celebrativos. Para estar em um kindred é necessário um juramento em grupo com os membros, existem kindreds que realizam os rituais abertos e podem vir a convidar pessoas de fora para participar, outros são mais fechados e restritos, isso depende das regras em que os membros desenvolveram. Cada kindred tem um modo de funcionamento e de admissão de novos membros para seu conjunto.

## Nove Virtudes
A Ásatrú não possui nenhum dogma, porém alguns praticantes, fundamentam-se na vivência das "Nove Nobres Virtudes": Coragem, Verdade, Honra, Fidelidade, Disciplina, Hospitalidade, Laboriosidade, Independência e Perseverança. Todavia, com o maior esclarecimento da comunidade é bom deixar claro que a origem das Nove Virtudes remonta ao século XX, com a organização folkish (isto é, que prega que apenas pessoas com DNA puro europeu podem ser pagãos) Odinic Rite, sendo que um de seus autores (John Yowell, também chamado de Stubba) era envolvido com a União Britânica de Fascistas e Nacional Socialistas, não sendo, assim, senão uma escolha mais ou menos arbitrária de valores que este grupo reconheceu nas Eddas, em detrimentos de tantos outros, como, por exemplo, o bom-senso que é mencionado no Hávámál e não se encontra na lista.
Esse ponto é de grande discussão entre os heathens, mas vale delimitá-lo em linhas gerais. Para alguns praticantes da religião o conjunto das Nove Nobre Virtudes é por algum motivo insuficiente para representar a totalidade da ética e valores expressos pelas religiões germânicas, embora a grande maioria considere que a ação é um foco central da religião, tanto quanto o culto às divindades e vaettir.

## Calendário
O presente calendário está adaptado para as estações no Hemisfério Sul. É importante todavia notar que não existe um calendário de comemorações padrão para todos os pagãos, e que é muito importante para vários pagãos o desenvolvimento de um calendário regional, levando em consideração o clima e cultura locais, que influenciam nas datas de eventos astronômicos e das estações. Na verdade, não existe um calendário único para todo o mundo, sequer para todo um país. Estas comemorações têm como base o calendário do Kindred Allmátkki Áss
Fevereiro
- 2 de Fevereiro – Freyrfaxi (Festa à Frey) ou Loafmass (Festa do Pão), em agradecimento às colheitas ceifadas. Ou Loaf-Feast (Festa do Pão)
Março
- 20 de Março – Harvest: Princípio de Outono e Chegada de Inverno. Ou Haustablót.
Abril
- 30 dependendo da tradição de Abril – Wétturnaettr: Noites de Inverno – fim das colheitas e bendição pelas entidades como elfos, Dísir e Freyr, para a sobrevivência. Início da Caçada Selvagem.
Maio
- 30 de Maio – Celebração dos Aesir: festa em honra aos Deuses dos Homens.
Junho
- 1 de Junho – Dia de Ullr, Rei do Inverno: marca o fim das estações de calor e começo dos meses de inverno.
- 21 de Junho – Mídwinterblót: Solstício de Inverno. Inicio do inverno e renascimento do sol.
- 23 de Junho – Yule: festa em comemoração ao ano novo nórdico e todos seus atributos. Celebração das Mães, das Dísir pedindo bênçãos para o novo ano. Ano novo nórdico. Nove dias de duração.
- 24 de Junho – Festa de Vali, Festa da Família ou Festa de Vingança de Sangue.
Julho.
- 4 de julho de 1924 - Nascimento de Sveinbjörn Beinteinsson, criador e primeiro Allsheriagoði da Ásatrúarfélag islandesa.
- 19 de Julho – Dia da morte de Olaf o Gordo e fim da opressão cristã.
- 24 de Julho – Thórrablót – Sacrifício a Thor: Proteção para o inverno.
- 31 de Julho – Disablót ou Álfablót: Sacrifício das Mães ou Sacrifício dos Elfos. Pedindo bênçãos como: proteção, saúde e cura a estes seres femininos do Clã. São louvadas as Dísir, Idesir, Walkyrjor e Norns no Disablót, ou os Elfos no Álbablót.
Setembro
- 22 de Setembro – Eostr: Equinócio de Primavera. Início dos degelos, quando o mundo chora para o retorno do sol e sorri quando ganha poder cada vez mais. Ou Idunnablót.
Outubro
- 13 de Outubro – Sumarsdag ou Sigrblót (Dia de Verão ou Sacrifício de Vitória) – Sacrifícios a Odin para assegurar a chegada do verão e as vitórias nas batalhas.
- 31 de Outubro – Sumarmál: princípio de verão. Também chamado de Noite de Walburga.
Novembro
- 1 de Novembro – Enherjarsdáegr: Dia dos Heróis Mortos, em honra aos Enherjar do Clã e suas virtudes.
- 30 de Novembro – Festa dos Vanir: celebração aos deuses da terra e da natureza.
Dezembro
- 21 de Dezembro – Mídsummarblót (Sacrifício de Meio de Verão): solstício de verão. Festa de Baldr.